# Oś czasu dalekiej przyszłości

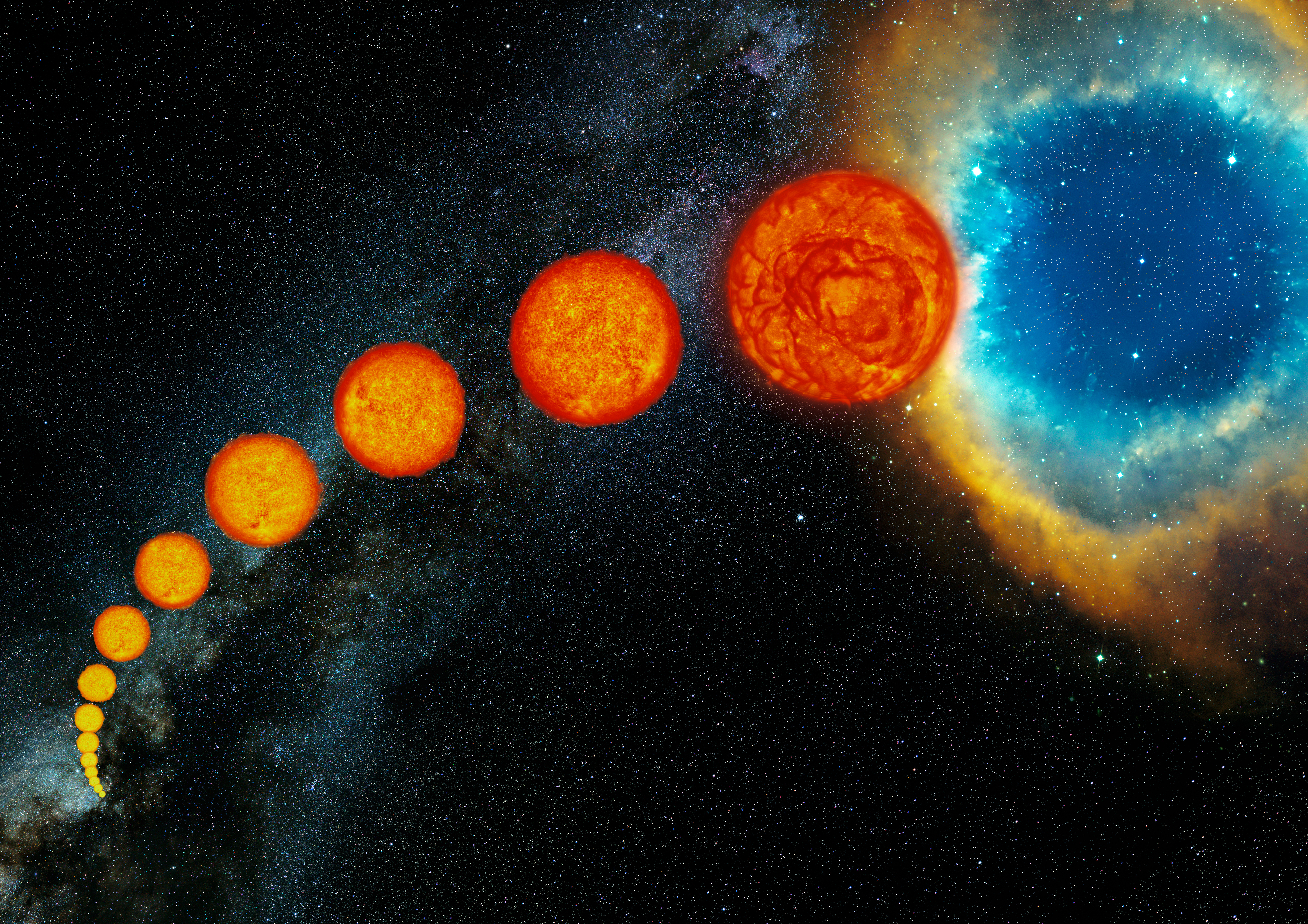
Ewolucja gwiazdy typu Słońca. Od lewej gwiazda w czasie ciągu głównego, jako czerwony olbrzym i jako biały karzeł z otoczką – mgławicą planetarną

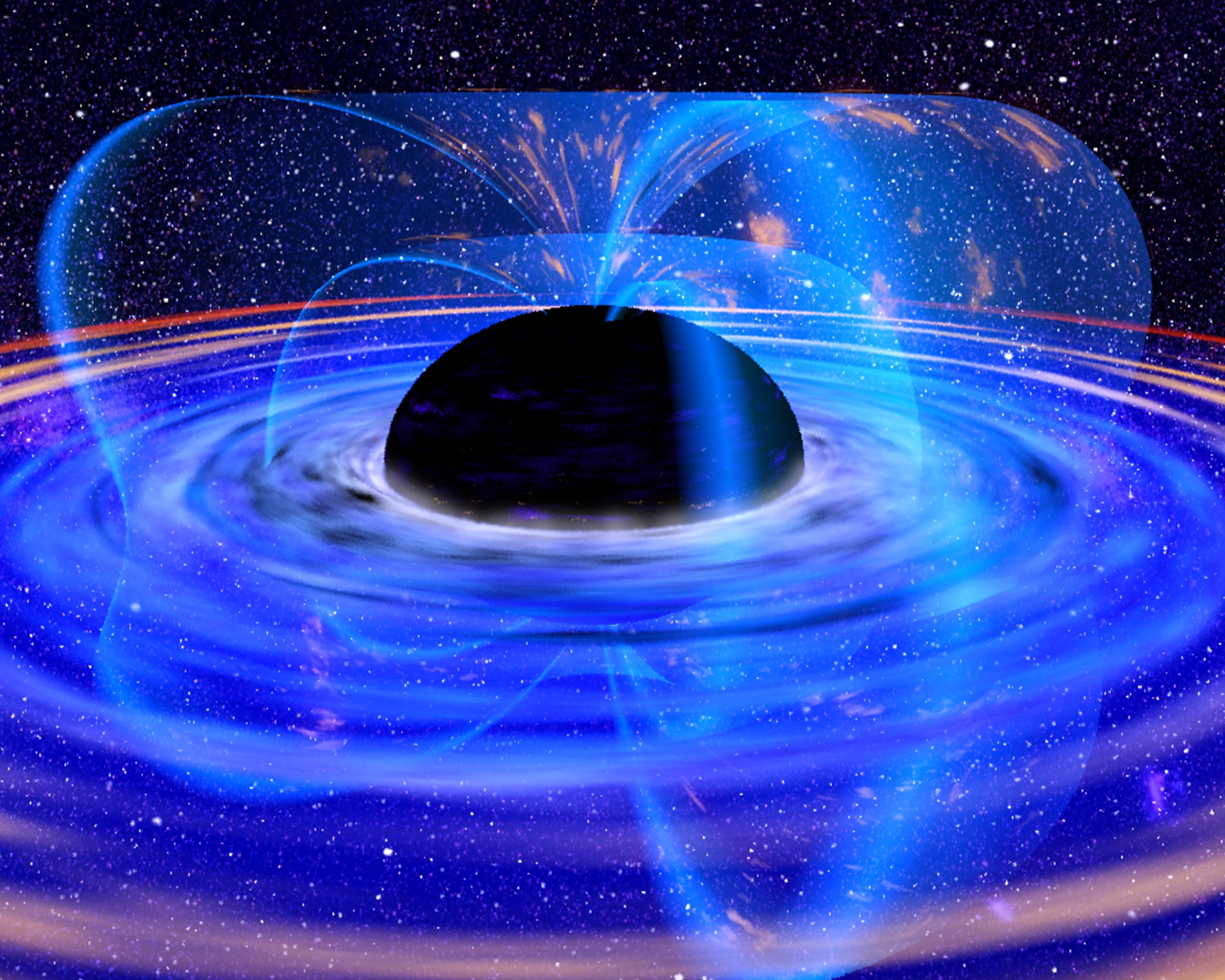
Czarna dziura. Większość modeli dalekiej przyszłości Wszechświata sugeruje, że ostatecznie będą one ostatnimi pozostałymi ciałami niebieskimi

Choć nie da się z całą pewnością przewidzieć przyszłych wydarzeń, poniżej przedstawione wydarzenia jako oś czasu dalekiej przyszłości są przewidywane przez teorie lub hipotezy oparte na wiedzy naukowej i modelach fizycznych. Wykorzystane do tej listy dziedzin nauki to astronomia, astrofizyka, fizyka cząstek elementarnych i geologia. Uwzględniono wydarzenia mające nastąpić w jedenastym tysiącleciu i później.
Wszystkie prognozy przyszłości Ziemi, Układu Słonecznego i Wszechświata muszą brać pod uwagę zasady zachowania, szczególnie zasadę zachowania energii oraz drugą zasadę termodynamiki – entropia musi rosnąć w czasie, a zatem ilość energii mogącej samorzutnie wykonać pracę musi maleć. Istniejące gwiazdy prędzej czy później się wypalą, a tempo powstawania nowych będzie malało z powodu zanikania obłoków gazu. Małoprawdopodobne zdarzenia, np. takie jak bliskie przejścia innych ciał niebieskich w wyniku oddziaływań grawitacyjnych zmienające niemal kołowe orbity planet w ich układach planetarnych, a nawet wybijające je poza ich układy planetarne a układy z ich galaktyk.
Istnieje niepoparta żadnymi obserwacjami hipoteza rozpadu protonu, który doprowadziłby w końcu do tego, że materia ulegnie rozpadowi na subatomowe cząstki elementarne.
Obecne dane wskazują, że Wszechświat w większej skali jest płaski, jednorodny, izotropowy i rozszerza się jednostajnie lub rozszerzanie przyśpiesza. W związku z tym nie nastąpi Wielki Kolaps. Przewidywany nieskończony czas istnienia Wszechświata pozwala na snucie wielce nieprawdopodobnych scenariuszy zdarzeń, na przykład powstania mózgu Boltzmanna, czy napisanie utworu przez bezmyślną istotę.
Prognozowanie wystąpienia przyszłych wydarzeń opiera się na częstotliwości wystąpienia tego typu zdarzeń w przeszłości albo na konsekwencji pewnych nieuniknionych zmian. Ponieważ tempo pewnych procesów i ich wielkość są określone z pewną dokładnością, to czas i możliwość wystąpienia zdarzeń obarczony jest niepewnością (czy Ziemia zostanie pochłonięta przez Słońce, gdy stanie się ono czerwonym olbrzymem), na osi podane są pewne alternatywne warianty wydarzeń.

## Klucz tabeli
| Typ wydarzenia               | Czas wydarzenia określony na bazie wiedzy z zakresu: |
| ---------------------------- | ---------------------------------------------------- |
| Astronomia i astrofizyka     | astronomii i astrofizyki                             |
| Geologia i planetologia      | geologii i planetologii                              |
| Fizyka cząstek elementarnych | fizyki cząstek elementarnych                         |
| Matematyka                   | matematyki                                           |
| Technologia i kultura        | techniki i kultury                                   |

## Przyszłość Ziemi, Układu Słonecznego i Wszechświata
| Typ wydarzenia               | Lat od dziś (szacunkowo)   | Wydarzenie |
| ---------------------------- | -------------------------- | --- |
| Geologia i planetologia      | 10 tys.                    | Jeśli globalne ocieplenie będzie nadal postępowało, stopnieje pokrywa lodowa basenu Wilkesa, to w następnych kilku stuleciach lądolód Antarktydy wschodniej będzie narażony na całkowite stopienie, co podniesie poziom mórz o 3 lub 4 metry. |
| Astronomia i astrofizyka     | 10 tys.                    | Czerwony nadolbrzym Antares wybuchnie jako supernowa. Przewiduje się, że eksplozja będzie z łatwością widoczna w świetle dziennym. |
| Geologia i planetologia      | 25 tys.                    | Mars osiągnie szczyt ocieplenia północnej półkuli podczas około 50 000-letniej precesji w peryhelium w swoim cyklu Milankovicia, co może spowodować zmniejszenie się północnej czapy polarnej Marsa. |
| Astronomia i astrofizyka     | 36 tys.                    | Czerwony karzeł Ross 248 znajdzie się w odległości 3,024 roku świetlnego od Ziemi, stając się najbliższą Słońcu gwiazdą. Około 8 tys. lat później oddali się na tyle, że najbliższą gwiazdą zostanie Alfa Centauri, a później Gliese 445 (linia czasu). |
| Geologia i planetologia      | 50 tys.                    | Interglacjał dobiegnie końca i nastąpi kolejna epoka lodowa (przyjmując, że antropogeniczne globalne ocieplenie tylko w niewielkim stopniu wpłynie na klimat). |
| Geologia i planetologia      | 50 tys.                    | W wyniku erozji wodospad Niagara przesunie się o pozostałe 32 km w kierunku jeziora Erie i przestanie istnieć. |
| Astronomia i astrofizyka     | 50 tys.                    | Siła pływowa od Księżyca sprawi, że ruch obrotowy Ziemi spowolni i jedna doba będzie trwała o sekundę dłużej. Jeśli nie zmieni się definicja sekundy, to sekunda przestępna będzie musiała być dodawana codziennie. |
| Astronomia i astrofizyka     | 100 tys.                   | Ruch własny gwiazd po sferze niebieskiej spowoduje, że dzisiejsze gwiazdozbiory staną się nierozpoznawalne. |
| Astronomia i astrofizyka     | 100 tys.                   | Do tego czasu hiperolbrzym VY Canis Majoris prawdopodobnie wybuchnie jako hipernowa. |
| Geologia i planetologia      | 100 tys.                   | Na Ziemi prawdopodobnie nastąpi erupcja superwulkaniczna, w wyniku której na powierzchnię wydostanie się 400 km³ magmy. |
| Geologia i planetologia      | 250 tys.                   | Lōʻihi, najmłodszy wulkan na Grzbiecie Hawajskim, wyłoni się na powierzchnię oceanu, stając się nową wyspą wulkaniczną. |
| Geologia i planetologia      | 500 tys.                   | Do tego czasu w Ziemię prawdopodobnie uderzy meteoryt o średnicy około 1 km, powodując katastrofę kosmiczną. |
| Geologia i planetologia      | 1 mln                      | Na Ziemi prawdopodobnie nastąpi erupcja superwulkaniczna, w wyniku której na powierzchnię wydostanie się 3200 km³ magmy. Będzie ona porównywalna z erupcją superwulkanu Toba 75 tys. lat temu, w kalderze, którego powstało jezioro Toba. |
| Astronomia i astrofizyka     | 1 mln                      | Najdłuższy szacunkowy czas, po którym czerwony nadolbrzym Betelgeza wybuchnie jako supernowa. Eksplozja ma być dobrze widoczna w świetle dziennym. |
| Astronomia i astrofizyka     | 1,4 mln                    | Gliese 710 znajdzie się w odległości 1,1 roku świetlnego od Słońca, potencjalnie powodując perturbacje w Obłoku Oorta i zwiększając prawdopodobieństwo zderzenia komety z jedną z wewnętrznych planet Układu Słonecznego. |
| Astronomia i astrofizyka     | 8 mln                      | Fobos znajdzie się w odległości 7 tys. km od Marsa, przekraczając granicę Roche’a, po czym zostanie rozerwany przez siły pływowe planety, formując pierścień. Odłamki nadal będą zbliżać się do planety. |
| Geologia i planetologia      | 10 mln                     | Rozszerzający się Wielki Rów Wschodni zostanie zalany przez Morze Czerwone; powstanie nowy basen rozdzielający Afrykę. |
| Astronomia i astrofizyka     | 11 mln                     | Pierścień odłamków dookoła Marsa pozostałych po rozpadzie Fobosa spadnie na powierzchnię planety. |
| Geologia i planetologia      | 50 mln                     | Zachodnie Wybrzeże Stanów Zjednoczonych zacznie subdukować do Rowu Aleuckiego. |
| Geologia i planetologia      | 50 mln                     | Afryka zderzy się z Eurazją, odcinając basen Morza Śródziemnego od wszechoceanu i tworząc nowy łańcuch górski podobny do Himalajów. |
| Geologia i planetologia      | 100 mln                    | Do tego czasu w Ziemię prawdopodobnie uderzy meteoryt o rozmiarach porównywalnych do tego, który spowodował wymieranie kredowe 65 mln lat temu. |
| Matematyka                   | 230 mln                    | Czas na jaki można przewidzieć orbity planet, wyniki dalszych przewidywań są niewiarygodne. Tyle wynosi czas Lapunowa dla ruchu planet w Układzie Słonecznym. |
| Astronomia i astrofizyka     | 240 mln                    | Układ Słoneczny powróci na obecną pozycję w galaktyce, po pokonaniu całości orbity dookoła centrum Drogi Mlecznej. |
| Geologia i planetologia      | 250 mln                    | Wszystkie ziemskie kontynenty mogą połączyć się w jeden superkontynent. Trzy możliwe ich konfiguracje nazwano Amazją, Novopangeą i Pangeą Proxima. |
| Geologia i planetologia      | 400–500 mln                | Superkontynent (Amazja, Novopangea czy Pangea Proxima) prawdopodobnie ponownie się rozpadnie. |
| Astronomia i astrofizyka     | 500–600 mln                | W odległości 6500 lat świetlnych od Ziemi nastąpi rozbłysk gamma lub hiperenergetyczna supernowa. Z tej odległości promienie mogą wpłynąć na warstwę ozonową Ziemi i spowodować masowe wymieranie podobne do wymierania ordowickiego (jeżeli hipoteza o takim jego powodzie jest prawdziwa). Jednakże wyzwolone promieniowanie gamma musiałoby być skierowane dokładnie na Ziemię, aby móc wyrządzić jakiekolwiek szkody. |
| Geologia i planetologia      | 600 mln                    | Wzrost jasności Słońca przyspieszy proces wietrzenia skał na powierzchni Ziemi, w wyniku czego dwutlenek węgla będzie związywany w formie węglanów i zmniejszy się jego zawartość w atmosferze. Zaburzy to cykl węglanowo-krzemianowy. Z powodu parowania wody skały stwardnieją, co doprowadzi do spowolnienia i ostatecznie zatrzymania procesów tektonicznych. Bez wulkanów, które mogłyby wprowadzić węgiel z powrotem do atmosfery, poziom dwutlenku węgla spada. Ostatecznie spadnie na tyle nisko, że niemożliwa stanie się fotosynteza typu C3, a wszystkie wykorzystujące ją rośliny (ok. 99% gatunków) zginą. |
| Astronomia i astrofizyka     | 600 mln                    | Przyspieszenie pływowe odsunie Księżyc na tyle daleko od Ziemi, że całkowite zaćmienie Słońca stanie się niemożliwe. |
| Geologia i planetologia      | 800 mln                    | Zawartość dwutlenku węgla w atmosferze stanie się tak niska, że niemożliwa stanie się także fotosynteza typu C4. Zginą wszystkie gatunki roślin, przez co tlen ostatecznie zniknie z atmosfery i wszystkie organizmy wielokomórkowe wymrą. |
| Geologia i planetologia      | 1 mld                      | Jasność Słońca wzrośnie o 10% w porównaniu do dzisiejszej, sprawiając, że średnia temperatura powierzchni Ziemi osiągnie 47 °C. Wyparują oceany; niewielkie ilości wody mogą pozostać na biegunach, pozwalając na istnienie prostego życia. |
| Geologia i planetologia      | 1,3 mld                    | Z powodu braku dwutlenku węgla wyginą eukarionty. Jedynym przejawem życia na Ziemi pozostaną prokarionty. |
| Geologia i planetologia      | 1,5–1,6 mld                | Rosnąca jasność Słońca sprawi, że jego ekosfera przesunie się w kierunku rubieży Układu Słonecznego. Z drugiej strony, wraz ze wzrostem poziomu dwutlenku węgla w atmosferze Marsa, temperatura na jego powierzchni zbliży się do tej na Ziemi w czasie epoki lodowej. |
| Geologia i planetologia      | 2,3 mld                    | Nastąpi zestalenie się zewnętrznego jądra Ziemi, zakładając, że jądro wewnętrzne będzie nadal rozszerzało się w tempie 1 mm rocznie. Bez płynnego jądra zewnętrznego ziemskie pole magnetyczne zaniknie. |
| Geologia i planetologia      | 2,8 mld                    | Średnia temperatura powierzchni Ziemi osiągnie 147 °C. Życie, już wcześniej zredukowane do kolonii organizmów jednokomórkowych w izolowanych środowiskach typu wysoko położonych jezior lub podziemnych jaskiń, zupełnie zginie. Istnieje szansa około 1:100 000, że Ziemia zostanie wyrzucona w przestrzeń międzygwiezdną w wyniku bliskiego przelotu gwiazdy w pobliżu Słońca, i około 1:3 000 000, że wejdzie następnie na orbitę innej gwiazdy. Gdyby to się stało, życie mogłoby przetrwać znacznie dłużej. |
| Astronomia i astrofizyka     | 3 mld                      | Środek przedziału czasu oszacowania, kiedy oddalanie się Księżyca od Ziemi spowoduje spadek stabilizującego oddziaływania satelity na nachylenie jej ekliptyki. Skutkiem powyższego będą chaotyczne i skrajne zmiany położenia biegunów Ziemi. |
| Astronomia i astrofizyka     | 3,3 mld                    | Jednoprocentowa szansa na to, że orbita Merkurego stanie się tak wydłużona, by planeta mogła zderzyć się z Wenus, co wprowadzi niestabilność środkowych obszarów Układu Słonecznego i może prowadzić do kolizji innych planet z Ziemią. |
| Geologia i planetologia      | 3,5 mld                    | Warunki na powierzchni Ziemi przypominać będą te panujące aktualnie na Wenus. |
| Astronomia i astrofizyka     | 3,6 mld                    | Księżyc Neptuna, Tryton, przedostanie się przez granicę Roche’a, prawdopodobnie tworząc w wyniku rozerwania przez siły pływowe układ pierścieni planetarnych. |
| Astronomia i astrofizyka     | 4 mld                      | Środek przedziału czasu oszacowania, kiedy Galaktyka Andromedy zderzy się z Drogą Mleczną, co doprowadzi do powstania nowej galaktyki, nazwanej Milkomedą. |
| Astronomia i astrofizyka     | 5,4 mld                    | Po wyczerpaniu paliwa wodorowego w jądrze Słońce opuści ciąg główny i zacznie ewoluować do postaci czerwonego olbrzyma. |
| Astronomia i astrofizyka     | 7,5 mld                    | Ziemia i Księżyc mogą wejść z rozszerzającym się Słońcem w sytuację, w której są do siebie zawsze zwrócone tą samą stroną (obrót synchroniczny). |
| Astronomia i astrofizyka     | 7,9 mld                    | Słońce osiągnie szczyt gałęzi czerwonego olbrzyma na diagramie Hertzsprunga-Russella, mając promień 256 razy większy niż obecnie. Rosnąc, może pochłonąć lub doprowadzić do rozpadu Merkurego, Wenus i Ziemi. Dodatkowo, temperatura powierzchni Tytana (księżyc Saturna) może wzrosnąć do poziomu, przy którym będzie mogło przetrwać na nim życie. |
| Astronomia i astrofizyka     | 8 mld                      | Słońce stanie się węglowo-tlenowym białym karłem o masie wynoszącej ok. 54,05% dzisiejszej. |
| Astronomia i astrofizyka     | 20 mld                     | Nastąpi koniec Wszechświata według koncepcji Wielkiego Rozdarcia, jeśli w równaniu stanu ciemnej energii {\displaystyle w=-1,5.} Obserwacje szybkości ruchu gromad galaktyk przeprowadzone przez teleskop kosmiczny Chandra sugerują, że tak nie jest. |
| Astronomia i astrofizyka     | 50 mld                     | Zakładając, że przetrwają ekspansję Słońca, Ziemia i Księżyc wejdą w podwójny obrót synchroniczny – z obydwu ciał będzie widać zawsze tę samą stronę drugiego. Następnie siły pływowe Słońca, zmniejszając moment pędu systemu, doprowadzą do zwiększenia szybkości obrotu Ziemi i zmniejszenia się promienia orbity Księżyca. |
| Astronomia i astrofizyka     | 100 mld                    | W wyniku rozszerzania się Wszechświata wszystkie galaktyki poza Grupą Lokalną znikną za horyzontem cząstek, opuszczając widzialny Wszechświat. |
| Astronomia i astrofizyka     | 150 mld                    | Mikrofalowe promieniowanie tła ochłodzi się z 2,7 do 0,3 K, stając się praktycznie niewykrywalne za pomocą dzisiejszych technik. |
| Astronomia i astrofizyka     | 450 mld                    | Środek przedziału czasu oszacowania, kiedy Grupa Lokalna Galaktyk, do której należy Droga Mleczna, połączy się w jedną galaktykę . |
| Astronomia i astrofizyka     | 800 mld                    | Oczekiwany czas, kiedy wspólna emisja światła gwiazd z połączonych galaktyk Drogi Mlecznej i Andromedy zacznie maleć, gdy jasne błękitne karły wykorzystają swoje zapasy helu. |
| Astronomia i astrofizyka     | 1012 (1 bln)               | Niskie oszacowanie czasu, kiedy powstawanie gwiazd ustanie, na skutek wyczerpania się zasobów gazu w obłokach molekularnych. Rozszerzanie się Wszechświata zwiększy długość fal mikrofalowego promieniowania tła 1029 razy (przy założeniu, że gęstość ciemnej energii jest stała); przekraczając długość odległości do horyzontu cząstek to promieniowanie, stanowiące dowód Wielkiego Wybuchu, staje się niewykrywalne. Sam fakt ekspansji Wszechświata może pozostać możliwy do ustalenia poprzez obserwacje gwiazd hiperprędkościowych.                                                                             |
| Astronomia i astrofizyka     | 3×1013 (30 bln)            | Słońce (będące wtedy czarnym karłem) przeleci w pobliżu innej gwiazdy. Takie bliskie spotkania mogą spowodować zmianę orbit okrążających gwiazdy planet, być może nawet wyrzucając je w przestrzeń międzygwiazdową. |
| Astronomia i astrofizyka     | 1014 (100 bln)             | Wysokie oszacowanie czasu, kiedy powstawanie gwiazd zamiera. Bez wodoru, z którego mogłyby powstawać nowe gwiazdy, wszystkie istniejące wyczerpują swoje paliwo i giną. |
| Astronomia i astrofizyka     | 1,1–1,2×1014 (110–120 bln) | Przybliżony czas, kiedy wszystkie gwiazdy wyczerpią paliwo (maksymalny czas życia czerwonych karłów o niskiej masie to 10–20 bilionów lat) . Jedynymi pozostałymi obiektami o masie gwiazdowej staną się gwiazdy zdegenerowane (białe karły, gwiazdy neutronowe i czarne dziury) oraz brązowe karły. W zderzeniach brązowych karłów będzie powstawać marginalna liczba czerwonych karłów; średnio w galaktyce będzie ich obecne najwyżej kilkadziesiąt. Zderzenia zdegenerowanych gwiazd spowodują rzadkie supernowe .                                                                                                  |
| Astronomia i astrofizyka     | 1015 (1 bld)               | Bliskie spotkania gwiazd wyrzucą z orbit wszystkie planety Układu Słonecznego. Słońce osiągnie temperaturę pięciu stopni powyżej zera bezwzględnego (–268,15 °C). |
| Astronomia i astrofizyka     | 1019–1020                  | 90–99% brązowych karłów i gwiazd zdegenerowanych zostanie wyrzuconych z galaktyk w wyniku bliskich przejść masywniejszych obiektów. |
| Astronomia i astrofizyka     | 1020                       | Ziemia zderzy się ze Słońcem, gdy jej orbita zacieśni się w wyniku utraty energii w postaci fal grawitacyjnych (pod warunkiem że Ziemia nie zostanie wcześniej pochłonięta przez Słońce w fazie czerwonego olbrzyma za kilka miliardów lat ani wyrzucona z orbity podczas bliskiego przejścia innej gwiazdy). |
| Astronomia i astrofizyka     | 1030                       | Gwiazdy niewyrzucone wcześniej z galaktyk wpadną do supermasywnych czarnych dziur w ich centrach. Do tego czasu układy gwiazd podwójnych połączą się, a planety spadną na swoje gwiazdy (w wyniku promieniowania grawitacyjnego ich orbity się zacieśnią). We Wszechświecie pozostaną tylko pojedyncze obiekty – gwiazdy zdegenerowane, brązowe karły, wyrzucone z orbit planety i czarne dziury . |
| Fizyka cząstek elementarnych | 2×1036                     | Wszystkie nukleony w widzialnym Wszechświecie rozpadną się, jeśli protony się rozpadają, a ich czas półtrwania przyjmie najmniejszą możliwą wartość (8,2×1033 lat). |
| Fizyka cząstek elementarnych | 3×1043                     | Wszystkie nukleony w widzialnym Wszechświecie rozpadną się, jeśli protony się rozpadają, a ich czas półtrwania przyjmie największą możliwą wartość (1041 lat ). Jeśli protony się rozpadają, czarne dziury pozostaną jedynymi obiektami we Wszechświecie . |
| Fizyka cząstek elementarnych | 1065                       | Jeśli protony się nie rozpadają, zjawisko tunelowe sprawi, że atomy i molekuły sztywnych obiektów (np. skał) zmienią swoje ułożenie. Cała materia znajdzie się w stanie ciekłym. |
| Fizyka cząstek elementarnych | 5.8×1068                   | Gwiazdowa czarna dziura o masie trzech mas Słońca powinna zniknąć w wyniku emisji promieniowania Hawkinga. |
| Fizyka cząstek elementarnych | 1,9×1098                   | NGC 4889, jedna z największych czarnych dziur o masie 21 miliardów mas Słońca, powinna zniknąć w wyniku emisji promieniowania Hawkinga. |
| Fizyka cząstek elementarnych | 1,7×10106                  | Supermasywna czarna dziura o masie 20 bilionów mas Słońca powinna zniknąć w wyniku emisji promieniowania Hawkinga. Jeżeli protony się rozpadają, cała materia rozpadnie się na cząstki elementarne. Zbliża się śmierć cieplna Wszechświata . |
| Fizyka cząstek elementarnych | 10200                      | Szacowany maksymalny czas, kiedy cała materia rozpadnie się na cząstki elementarne nawet wtedy, gdy nie zachodzi standardowy rozpad protonu: poprzez procesy łamiące zasadę zachowania liczby barionowej, wirtualne czarne dziury, sfalerony i inne . |
| Fizyka cząstek elementarnych | 101500                     | Szacowany czas, po którym cała materia przyjmie postać żelaza-56, zakładając, że niemożliwy jest rozpad protonu. |
| Astronomia i astrofizyka     | 1026                       | Niskie oszacowanie czasu, kiedy cała materia zapadnie się w czarne dziury, zakładając, że niemożliwy jest rozpad protonu. |
| Fizyka cząstek elementarnych | 1050                       | Szacowany czas, po którym w próżni w wyniku spontanicznego spadku entropii pojawi się mózg Boltzmanna. |
| Astronomia i astrofizyka     | 1076                       | Wysokie oszacowanie czasu, kiedy cała materia zapadnie się w czarne dziury, zakładając, że niemożliwy jest rozpad protonu. |
| Fizyka cząstek elementarnych | 10120                      | Wysokie oszacowanie czasu potrzebnego, aby nastąpiła śmierć cieplna Wszechświata. |
| Fizyka cząstek elementarnych | 1056                       | Szacowany czas, po którym losowe fluktuacje kwantowe wygenerują nowy Wielki Wybuch. |

## Wydarzenia astronomiczne
Poniżej wypisane są wyjątkowo rzadkie wydarzenia astronomiczne od początku 11. tysiąclecia naszej ery (rok 10 000).
| Typ wydarzenia           | Lat od dziś          | Dokładna data       | Wydarzenie |
| ------------------------ | -------------------- | ------------------- | --- |
| Astronomia i astrofizyka | ok. 8 tys.           | –                   | W wyniku precesji osi Ziemi Gwiazdą Polarną stanie się Deneb. |
| Astronomia i astrofizyka | 8638 lat 0 dni       | 20 sierpnia 10 663  | Nastąpi całkowite zaćmienie Słońca oraz przejście Merkurego na tle jego tarczy.                                                                                         |
| Astronomia i astrofizyka | 8695                 | 10 720              | Merkury i Wenus jednocześnie przetną płaszczyznę ekliptyki. |
| Astronomia i astrofizyka | 9243 lata 5 dni      | 25 sierpnia 11 268  | Nastąpi całkowite zaćmienie Słońca oraz przejście Merkurego na tle jego tarczy.                                                                                         |
| Astronomia i astrofizyka | 9549 lat 192 dni     | 28 lutego 11 575    | Nastąpi obrączkowe zaćmienie Słońca oraz przejście Merkurego na tle jego tarczy.                                                                                        |
| Astronomia i astrofizyka | ok. 10 tys.          | –                   | Kalendarz gregoriański będzie opóźniony o około 10 dni w stosunku do pozycji Słońca na niebie.                                                                          |
| Astronomia i astrofizyka | 11 400 lat 28 dni    | 17 września 13 425  | Nastąpi jednoczesne przejście Wenus i Merkurego na tle tarczy Słońca.                                                                                                   |
| Astronomia i astrofizyka | ok. 13 tys.          | –                   | W wyniku precesji osi Ziemi Gwiazdą Polarną stanie się Wega. |
| Astronomia i astrofizyka | 13 206 lat 229 dni   | 5 kwietnia 15 232   | Nastąpi całkowite zaćmienie Słońca i przejście Wenus na tle jego tarczy.                                                                                                |
| Astronomia i astrofizyka | 13 764 lata 243 dni  | 20 kwietnia 15 790  | Nastąpi obrączkowe zaćmienie Słońca i tranzyt Merkurego. |
| Astronomia i astrofizyka | 18 849               | 20 874              | Księżycowy kalendarz muzułmański i słoneczny kalendarz gregoriański będą wskazywać taki sam rok. Następnie krótszy kalendarz muzułmański powoli wyprzedzi gregoriański. |
| Astronomia i astrofizyka | ok. 27 tys.          | –                   | Ekscentryczność orbity Ziemi osiągnie minimalną wartość 0,00236 (obecnie wynosi 0,01671).                                                                               |
| Astronomia i astrofizyka | 36 147 lat 42 dni    | październik 38 172  | Nastąpi przejście Urana na tle tarczy Słońca widziane z Neptuna, najrzadsze ze wszystkich możliwych przejść astronomicznych w Układzie Słonecznym.                      |
| Matematyka               | 46 875 lat 193 dni   | 1 marca 48 901      | Różnica między kalendarzem juliańskim (365,25 dnia) a gregoriańskim (365,2425 dnia) wyniesie dokładnie rok.                                                             |
| Astronomia i astrofizyka | 65 148               | 67 173              | Merkury i Wenus jednocześnie przetną płaszczyznę ekliptyki. |
| Astronomia i astrofizyka | 67 137 lat 340 dni   | 26 lipca 69 163     | Nastąpi jednoczesne przejście Wenus i Merkurego na tle tarczy Słońca.                                                                                                   |
| Astronomia i astrofizyka | 222 482 lata 220 dni | 27–28 marca 224 508 | 27 marca Wenus, a 28 marca Merkury przejdą na tle tarczy Słońca. |
| Astronomia i astrofizyka | 569 716              | 571 741             | Z Marsa będzie widoczne jednoczesne przejście Wenus i Ziemi na tle tarczy Słońca.                                                                                       |

## Statki kosmiczne ieksploracja kosmosu
Obecnie (stan na 2014) pięć statków kosmicznych – Voyager 1 i 2, Pioneer 10 i 11 oraz New Horizons – znajduje się na trajektoriach, które umożliwią im wydostanie się na zewnątrz Układu Słonecznego i w przestrzeń międzygwiazdową. Jeżeli nie nastąpi kolizja (co jest bardzo mało prawdopodobne), ich lot będzie trwał w nieskończoność.
| Typ wydarzenia           | Lat od dziś (szacunkowo) | Wydarzenie                                                                                                   |
| ------------------------ | ------------------------ | --- |
| Astronomia i astrofizyka | 10 tys.                  | Pioneer 10 przeleci w odległości 3,8 roku świetlnego od Gwiazdy Barnarda.                                    |
| Astronomia i astrofizyka | 25 tys.                  | Wiadomość Arecibo, wysłana drogą radiową 16 listopada 1974, dotrze do celu – gromady Herkulesa (Messier 13). |
| Astronomia i astrofizyka | 32 tys.                  | Pioneer 10 przeleci w odległości 3 lat świetlnych od gwiazdy Ross 248.                                       |
| Astronomia i astrofizyka | 40 tys.                  | Voyager 1 przeleci w odległości 1,6 roku świetlnego od Gliese 445, gwiazdy w gwiazdozbiorze Żyrafy.          |
| Astronomia i astrofizyka | 50 tys.                  | Kosmiczna kapsuła czasu KEO, jeśli zostanie wystrzelona, powróci na Ziemię.                                  |
| Astronomia i astrofizyka | 296 tys.                 | Voyager 2 przeleci w odległości 4,3 roku świetlnego od Syriusza, najjaśniejszej gwiazdy widocznej na niebie. |
| Astronomia i astrofizyka | 2 mln                    | Pioneer 10 przeleci w pobliżu Aldebarana.                                                                    |
| Astronomia i astrofizyka | 4 mln                    | Pioneer 11 przeleci w pobliżu jednej z gwiazd w gwiazdozbiorze Orła.                                         |

## Nauka, technika i kultura
| Typ wydarzenia        | Lat od dziś                 | Wydarzenie |
| --------------------- | --------------------------- | --- |
| Technologia i kultura | 8734 lata 34 dni            | W środę 23 września 10 759 roku dziewięciotysięcznoletnia umowa na wynajem browaru St. James’s Gate Brewery produkującego piwo Guinness, podpisana przez Arthura Guinnessa w 1759, dobiegnie końca.                                                       |
| Technologia i kultura | 10 tys.                     | Oczekiwany czas trwania kilku z projektów Long Now Foundation, w tym zegar Clock of the Long Now mający działać przez 10 tys. lat, mający na celu ocalenie ginących języków Rosetta Project oraz zakłady na temat przyszłości w postaci Long Bet Project. |
| Matematyka            | 292 277 024 571 lat 100 dni | O godzinie 15:30:08 UTC w niedzielę 4 grudnia 292 277 026 596 roku czas uniksowy przekroczy maksymalną wartość możliwą do zapisania w 64-bitowej liczbie całkowitej ze znakiem.                                                                           |